# Lioheterophis iheringi
Lioheterophis iheringi is een slang uit de familie toornslangachtigen (Colubridae) en de onderfamilie Dipsadinae.

## Naam en indeling
De wetenschappelijke naam van de soort werd voor het eerst voorgesteld door Afrânio Pompílio Gastos do Amaral in 1935. Het is de enige soort uit het monotypische geslacht Lioheterophis.
De soortaanduiding iheringi is een eerbetoon aan Rudolpho Teodoro Gaspar Wilhelm von Ihering (1883 - 1939).

## Verspreiding en habitat
Lioheterophis iheringi komt voor in delen van Zuid-Amerika en leeft endemisch in Brazilië, maar alleen in de deelstaat Paraíba. De habitat bestaat uit droge tropische en subtropische scrublands.

## Beschermingsstatus
Door de internationale natuurbeschermingsorganisatie IUCN is de beschermingsstatus 'onzeker' toegewezen (Data Deficient of DD).